# Podwójny akcent ostry

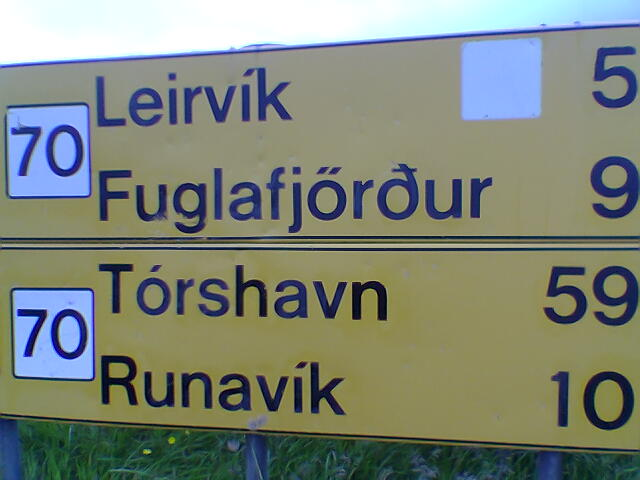
Podwójny akcent ostry - przykład

Podwójny akcent ostry (podwójny akut, długi umlaut). Znak diakrytyczny stosowany w języku węgierskim do oznaczania długich wysokobrzmiących samogłosek ű,Ű oraz ő, Ő.
Stosowany również nad cyrylicką literą ӳ, Ӳ używaną w alfabecie czuwaskim, a oznaczającą dźwięk podobny do niemieckiego ü.

## Kodowanie
W Unikodzie podwójny akut występuje w wersjach:
| Znak | Unicode | Kod HTML            | Nazwa unikodowa                            | Nazwa polska                                |
| ---- | ------- | ------------------- | ------------------------------------------ | ------------------------------------------- |
| ˝    | U+02DD  | &#02DD; lub &#733;  | DOUBLE ACUTE ACCENT                        | podwójny akcent ostry                       |
| ̋     | U+030B  | &#x030B; lub &#779; | COMBINING DOUBLE ACUTE ACCENT              | podwójny akcent ostry dostawny              |
| ˶    | U+02F6  | &#x02F6; lub &#758; | MODIFIER LETTER MIDDLE DOUBLE ACUTE ACCENT | podwójny akcent ostry modyfikujący środkowy |

W języku PostScript znak ten nazywa się błędnie hungarumlaut (węgierski umlaut), choć  Węgrzy stosują również zwykły umlaut do oznaczania krótkich samogłosek wysokobrzmiących ü oraz ö.